# 아홉 개의 꼬리를 가진 고양이
《아홉 개의 꼬리를 가진 고양이》(이탈리아어: Il gatto a nove code, 영어: The Cat o' Nine Tails)는 1971년 개봉한 이탈리아의 잘로 영화이다. 다리오 아르젠토가 감독과 공동각본을 맡았다. 다리오의 동물 삼부작 중 두 번째 작품이다.

## 출연

### 주연
- 제임스 프란시스커스
- 칼 말든

### 조연
- 캐서린 스파크
- 피어 파올로 카포니
- 호스트 프랭크
- 라다 라시모프
- 톰 펠레기
- 코라도 올미
- 움베르토 라호
- 자크 스터니
- 스테파노 오페디사노
- 아다 포메티
- 베르네르 포차스
- 티노 카라로
- 쥬세페 마로코
- 프랑코 우크마